# Isadora Pompeo
Isadora Pompeo (née le 30 mai 1999 à Caxias do Sul, dans le Rio Grande do Sul) est une influenceuse, chanteuse et auteure-compositrice brésilien de musique chrétienne contemporaine. Elle publie son premier album studio, Pra Te Contar os Meus Segredos, en 2017.

## Biographie
Connue pour ses reprises de chansons gospel, Isadora compte plus de 3 millions d'abonnés et 98 millions de vues sur sa chaîne YouTube. Sélectionnée par Google comme l'une des paris musicaux de 2017, elle sort son premier album studio, Pra Te Contar os Meus Segredos, chez Musile Records,. Le 28 novembre 2019, elle participe à l'une des chansons de sa meilleure amie Júlia Vitória intitulée Tu és Santo. En 2023, elle signe son contrat avec Sony Music Brasil, sortant sa nouvelle chanson Bênçãos Que Não Tem Fim, qui fait d'Isadora la première chanteuse de gospel à entrer dans le Top 10 du Billboard Brasil avec la chanson.

## Vie personnelle
Née à Caxias do Sul, Rio Grande do Sul, fille d'Eliane, une chanteuse, et de Josué Pompeo, un pasteur, Isadora fréquente l'église baptiste dès son plus jeune âge et est encouragée à participer à la partie musicale du lieu. Elle a également l'intention de devenir pasteur à l'avenir.
La chanteuse a été mariée au footballeur Thiago Maia pendant environ six mois, mais, selon l'artiste, la relation n'est pas allée plus loin en raison de la jalousie et de « situations humiliantes »,. Le joueur, cependant, nie les accusations d'Isadora et décide de la poursuivre en justice.

## Discographie
- 2017 : Pra Te Contar os Meus Segredos
- 2021 : Processo
- 2022 : Aurora
- 2024 : Tetelestai

## Distinctions notables
Entre 2017 et 2021, l'artiste est nommée et gagne dans plusieurs catégories du Troféu Gerando Salvação, étant le plus grand gagnant du prix, avec sept trophées,,,. Toujours en 2021, l'artiste remporte le iBest Award dans la catégorie « influenceuse du Rio Grande do Sul de l'année » par vote populaire